# Karen Schmeer
Karen Schmeer (Portland (Oregon), 20 februari 1970 - Manhattan, 29 januari 2010) was een Amerikaans editor die veel met Errol Morris samenwerkte. Schmeer bewerkte een aantal van Morris' films, zoals The Fog of War uit 2004, die werd genomineerd voor de Eddie Award, en Sergio, een film uit 2009. Deze film won de prijs van beste documentaire op het Sundance Film Festival in 2009.
Schmeer werd in januari 2010 in Manhattan doodgereden door een automobilist, die na het ongeluk doorreed.